# 류위신 (가수)
류위신(중국어 간체자: 刘雨昕, 정체자: 劉雨昕, 병음: Liú Yǔxīn, 한자음: 류우흔, 영어: Xin Liu, 1997년 4월 20일 ~ )은 중국의 솔로 가수, 무용가이다. 2020년에 중국의 서바이벌 프로그램 ‘청춘유니2’에 출연해 최종 1위에 오르며 걸 그룹 THE9의 센터로 데뷔하였다. 팬덤명은 「우산」 (雨伞)이며, 상징색은 「신 블루」 (昕蓝)이다.  

## 생애
1997년 4월 20일, 류위신은 중국 구이저우성에서 희극 배우인 어머니와 클래식 음악 관련 일을 하셨던 아버지 사이에서 만주족인 소수 민족으로 태어나고 자랐다. 류위신의 가족들은 모두 예술가로, 할아버지도 정년 퇴직 이전에 경극단에서 활동하던 인물이다.
어렸을 적부터 어머니를 따라 각종 공연 매체에 접하기 시작하였다. 그리고 예술에 관심이 생겨 문예를 집중적으로 공부하였다. 류위신은 피아노 8급 시험까지 가뿐히 통과할 정도의 성과를 거둘 만큼 예술에 재능이 뛰어났다. 잠깐 발레를 배운 적도 있으며, 배운 탓에 유연한 신체를 가지게 되었다.
10세가 되고 힙합에 관심이 생겨 12세에 초등학교를 졸업한 후에 혼자 베이징시로 상경하여 힙합을 본격적으로 배우러 다녔다. 그리고 '베이징 현대 음악학원 부속 중등 전문학교(北京现代音乐学院附属中专)'의 현대 보컬과와 댄스과에서 중학교와 고등학교 과정을 마쳤다. 고등학교 졸업 이후에 '톈진 체육학원 및 문화 예술학교(天津体育学院运动与文化艺术学院)'의 녹음학과를 다니며, 2018년 6월에는 학사 학위까지 획득하였다. 2018년에 개최된 졸업식에서 졸업생 대표로 '최고 창의적인 교장상'을 수상하였고, 2018년도 졸업생 중에서 '가장 영향력 있는 인물 금상'을 수상하였다.
학창 시절 동안 힙합을 배우며 다양한 장르를 접해왔다. 2010년부터 2018년까지는 여러 댄스 경연대회에 참가하여 훌륭한 성적을 거둔 바 있다. 2010년에는 힙합계에서 유명한 팝핑 무용가라는 호칭을 가지게 되었으며, 오호대장군(五虎上将) 중의 한 명으로 불리게 되었고, 무용가 린멍(林梦)의 유일한 제자이기도 하다.

### 2021~2021년 THE9 데뷔 및 활동
2020년 3월 12일, 중국의 동영상 사이트 플랫폼 아이치이에서 주최한 걸 그룹 결성 프로젝트 서바이벌 《청춘유니 시즌 2》에 참가했다. 5월 30일, 최종 순위 발표식에서 '제1위'를 차지하여, 프로젝트 걸그룹 THE9의 센터로 데뷔했다. 6월 1일, THE9으로 데뷔한 후 첫 번째 싱글인 《节奏病》을 발매했다.
2021년 4월 20일, 미니 앨범 《EPSILON》을 발매했다. 12월 11일, 첫 번째 정규 앨범인 《XANADU》를 발매했다.

### 2022년-
2024년 4월 15일, 코첼라 밸리 뮤직 앤드 아츠 페스티벌에서 《飓》, 《Walls》, 《Reality》, 《Boom Tick Boom》를 공연하며 코첼라 페스티벌에서 공연한 최초의 중화권 여자 가수가 되었다. 4월 19일, 데뷔 후 첫 번째 영어 싱글인 《Reality》를 발매했다. 5월 30일, 영어 싱글 《Walls》를 발매했다.

## 음악 작품

### 정규 앨범
| #   | 앨범 정보 | 트랙 리스트 | 각주 |
| 1st | 《XANADU》 - 포맷: CD · 디지털 다운로드 · 스트리밍 - 발매일: 2021년 12월 11일 - 장르: C-POP - 유형: EP - 언어: 중국어, 영어 - 레이블: 巨宇光杰文化 | 트랙 리스트 1. Baby I Know 2. 黑日白月 (Black Sun and White Moon) 3. 飓 (Hurricane) 4. New And More 5. 未知计划 (X Plan) 6. Look Into The Mirror 7. Like Love 8. 我和我 9. Boom Tick Boom 10. #63EBE9 11. 幸会 (한정반 LP 수록곡) |      |

### 미니 앨범
| #   | 앨범 정보 | 트랙 리스트                                                                                 | 각주 |
| 1st | 《XIN》 - 포맷: CD · 디지털 다운로드 · 스트리밍 - 발매일: 2018년 5월 20일 - 장르: C-POP - 유형: EP - 언어: 중국어, 영어 - 레이블: 유니버스 뮤직(环球音乐)／시환 뮤직(环球音乐) | 트랙 리스트 1. Hot Party 2. Feel Good 3. 너니까(就是你) 4. 널 그리워하지 않을래(不要想念你) |      |
| 2nd | 《EPSILON》 - 포맷: 디지털 다운로드 · 스트리밍 - 발매일: 2021년 4월 20일 - 장르: C-POP - 유형: EP - 언어: 중국어, 영어 - 레이블: 아이돌 청춘(爱豆青春)                         | 트랙 리스트 1. Of Course 2. U&I 3. Practice(练习曲)                                         |      |

### 싱글
| 발매일           | 싱글 명칭                       | 싱글 정보                                                                                                   | 각주                                                   |
| 2016년 12월 13일 | 《2016 REM¥IX DAMN》            | - 작사／작곡:                                                                                               |                                                        |
| 2018년 9월 28일  | 《여태껏 없었어》 (从不)        | - 작사／작곡: 류위신                                                                                        | 17세 때에 직접 작사와 작곡한 음악                      |
| 2018년 9월 28일  | 《SHOW TIME》                   | - 작사／작곡:                                                                                               |                                                        |
| 2018년 9월 28일  | 《열여덟》 (十八)               | - 작사／작곡: 류위신                                                                                        | 18세 때에 직접 작사와 작곡한 음악                      |
| 2020년           | 《두 글자 우선》 (二字当头)     | - 작사／작곡: 류위신                                                                                        | 20세 때에 직접 작사와 작곡한 음악                      |
| 2020년           | 《나의 프롤로그》 (我的开场白)  | - 작사／작곡: 류위신                                                                                        | 서바이벌 프로그램 《청춘유니 시즌 2》 자기소개 삽입 곡 |
| 2020년           | 《두 명의 ta》 (两个ta)         | - 작사／작곡: 류위신                                                                                        |                                                        |
| 2020년 6월 1일   | 《리듬병》 (节奏病) (BEATHOLIC) | - 작사: 류위신, 츄바이창(邱柏昶), Hedi - 작곡: Wolf Kid, Amon Hayashi - 편곡: Wolf Kid for Digz, Inc. Group |                                                        |
| 2020년 12월 25일 | 《BiuBiu》                      | - 작사／작곡: 류위신                                                                                        | 걸 그룹 THE9 정규 1집 《허구와 실제의 X 경계》 수록 곡 |
| 2022년 04월 20일 | 《青春赋》                      | |                                                        |
| 2022년 06월 30일 | 《守望者》                      | |                                                        |
| 2022년 07월 18일 | 《Better》                      | |                                                        |
| 2023년 01월 20일 | 《梦之光年》                    | |                                                        |
| 2023년 03월 7일  | 《从现在 到未来》               | | 2022 항저우 아시아게임 홍보곡                          |
| 2023년 04월 15일 | 《忽然想起来》                  | | 제13회 베이징국제영화제 홍보곡                         |
| 2023년 06월 15일 | 《虽然留不住时光》              | |                                                        |
| 2023년 06월 25일 | 《闪光的童话》                  | |                                                        |
| 2024년 02월 5일  | 《随心去走走》                  | |                                                        |
| 2024년 02월 29일 | 《还记得》                      | |                                                        |
| 2024년 02월 5일  | 《Reality》                     | |                                                        |
| 2024년 02월 5일  | 《Walls》                       | |                                                        |

### 참여 싱글
| 발매일          | 싱글 명칭                                    | 싱글 정보                    | 각주                                                                              |
| 2017년 4월 26일 | 《가난하여 음악 만이 남았네》 (穷得只剩音乐) | - 작사／작곡: 우커친(吴克群) | 영화 《열혈정활》 (热血情敌) 삽입 곡 정용시(曾咏熙), 장요우란(张悠然)과 함께 제작 |
| 2020년 7월 30일 | 《반짝거리는 여름》 (超闪的夏天)             | - 작사／작곡: 용빈(永彬)     | 광고 《OPPO Reno4》 주제 곡 위수신, 쟈오샤오탕과 함께 제작                        |
| 2021년 4월 28일 | 《小茗同学》                                 | - 작사／작곡:                | 광고 《小茗同学》 주제 곡, 판청청과 함께 제작                                     |
| 2021년 8월 3일  | 《Hello,球球》                               | - 작사／작곡:                | 게임 《球球大作战》 6주년 기념 주제곡                                             |
| 2023년 8월 19일 | 《REAL LIFE》                                | - 작사: 류위신               | 《COKE STUDIO》와 합작                                                            |

## 영상 작품

### 영화
| 상영일 | 제목                                       | 배역   | 각주      |
| 2018년 | 《꿀벌소녀대》 (蜜蜂少女队) (Lady Bees)    | 류위신 | 조연      |
| 2018년 | 《꿀벌소녀대 3》 (蜜蜂少女队3) (Lady Bees) | 류위신 | 조연      |
| 2018년 | 《애정공우》 (爱情公寓)                    | DJ     | 특별 출연 |

### 단편 영화
| 상영일 | 제목                    | 배역   | 각주                             |
| 2019년 | 《여력시대》 (女力时代) | 류위신 | 꿀벌소녀대 「Queen Bee」 웹 영화 |
| 2020년 | 《축몽》 (筑梦)         | 류위신 | 「COSMOHits」 웹 영화            |

### 뮤직비디오
| 발매일          | 곡 명칭                                      | 수록 앨범 | 각주                                     |
| 2017년 5월 4일  | 《가난하여 음악 만이 남았네》 (穷得只剩音乐) | 빈칸      |                                          |
| 2018년 5월 26일 | 《Hot Party》                                | 《XIN》   | 미니 1집 《XIN》 타이틀 곡               |
| 2018년 7월 3일  | 《널 그리워하지 않을래》 (不要想念你)        | 《XIN》   | 미니 1집 《XIN》 수록 곡                 |
| 2018년 7월 6일  | 《너니까》 (就是你)                          | 《XIN》   | 드라마 《풍광극단》 (疯狂剧团) 오프닝 곡 |
| 2020년 6월 5일  | 《리듬병》 (节奏病)                          | 빈칸      | Feat. Dancer KING OF SWAG                |
| 2020년 7월 30일 | 《반짝이는 여름》 (超闪的夏天)               | 빈칸      | 광고 《OPPO Reno4》 주제 곡              |

### 프로그램
| 일시                                      | 방송사     | 제목                                         | 각주                                                       |
| 2012년 4월 13일－9월 2일                  | 후난위성TV | 《향상파! 소년》 (向上吧！少年)              | 참가자 제1위, 제일 향상한 소년상                           |
| 2013년                                    | 동방위성TV | 《무림쟁패》 (舞林争霸)                      | 참가자                                                     |
| 2016년 3월 12일－5월 28일                 | 저장위성TV | 《꿀벌소녀대》                               | 참가자 제1위, 최종 데뷔                                    |
| 2018년 3월 17일, 31일                     | 아이치이   | 《열혈가무단》 (热血街舞团)                  | 참가자 콩쉬에얼, 쉬멍지에와 같은 팀으로 참가               |
| 2018년 7월                                | 아이치이   | 《중국유희합》 (中国有嘻哈)                  | 참가자                                                     |
| 2019년 3월 12일－5월 28일                 | 요우쿠     | 《저! 취시가무 시즌 2》 (这！就是街舞第二季) | 참가자 전국 50강                                           |
| 2020년 3월 12일－5월 30일                 | 아이치이   | 《청춘유니 시즌 2》                          | 참가자 제1위                                               |
| 2020년 9월 4일－11월 20일                 | 아이치이   | 《비일상파티》                               | 걸 그룹 THE9 그룹 리얼리티                                 |
| 2020년 9월 13일－9월 20일, 10월 4일, 18일 | 저장위성TV | 《복면무왕》 (蒙面舞王)                      | 참가자 라운드 2 챔피언, 경연 승리, 제일 아름다운 BATTLE 상 |
| 2020년 12월 4일－                         | 아이치이   | 《조류합화인 2》                             |                                                            |

## 광고
| 연도   | 브랜드 명            | 종류               | 각주          |
| 2019   | HANHOO               |                    |               |
| 2020年 | 도브                 | 뷰티               | [ 4 ]         |
| 2020年 | DARLIE               | 의약외품(치약)     | [ 5 ]         |
| 2020年 | 크리스챤 디올        | 뷰티, 패션, 주얼리 | [ 6 ] [ 7 ]   |
| 2020年 | MAKE UP FOR EVER     | 뷰티               | [ 8 ] [ 9 ]   |
| 2020年 | 每日黑巧             | 식품               | [ 10 ]        |
| 2020年 | 소피                 | 여성용품           | [ 11 ]        |
| 2020年 | Swisse               |                    | [ 12 ]        |
| 2020年 | EZVALO               | 가전               | [ 4 ]         |
| 2020年 | Penfolds             | 주류               | [ 4 ]         |
| 2020年 | 하겐다즈             | 식품               | [ 13 ]        |
| 2020年 | 캘빈 클라인 언더웨어 | 언더웨어           | [ 14 ]        |
| 2021年 | G-SHOCK              | 시계               | [ 15 ]        |
| 2021年 | 小茗同学             | 식품               | 판청청과 공동 |
| 2021年 | HEY PERFECT          | 뷰티               | [ 16 ]        |
| 2021年 | Solid Gold           | 사료               | [ 17 ]        |
| 2021年 | FOREO                | 뷰티 디바이스      | [ 18 ]        |
| 2021年 | WonderLab            | 뷰티               | [ 19 ]        |
| 2022年 | KIMTRUE              | 뷰티               | [ 20 ]        |
| 2022年 | Augustinus Bader     | 뷰티               | [ 21 ]        |
| 2022年 | Comvita              |                    | [ 22 ]        |
| 2022年 | Sisley               | 뷰티               | [ 23 ]        |
| 2022年 | Ray-Ban              | 악세사리           | [ 24 ]        |
| 2022年 | 劍與遠征             | 게임               | [ 25 ]        |
| 2023年 | DR.CI：LABO          | 뷰티               |               |
| 2023年 | New Era              | 패션               | [ 26 ]        |
| 2023年 | URBAN REVIVO         | 패션               | [ 27 ]        |
| 2023年 | 판도라               | 주얼리             | [ 28 ]        |
| 2024年 | CROCS                | 패션               | [ 29 ]        |
| 2024年 | BacardÍ              | 주류               |               |
| 2024年 | Cetaphil             | 뷰티               |               |
| 2024年 | 大王elis             | 여성용품           |               |